# Jean François Xavier Larriu
Pour les articles homonymes, voir Larriu.
Jean François Xavier Larriu, né le 3 septembre 1772 à Artiguelouve (Pyrénées-Atlantiques), mort le 31 décembre 1849 à Pau (Pyrénées-Atlantiques), est un général français de la Révolution et de l’Empire.

## États de service
Il entre en service le 17 octobre 1791, comme lieutenant au 2e bataillon de volontaires des Basses-Pyrénées, il devient capitaine le 1er mars 1792, et il sert à l’armée des Pyrénées occidentales, avant de rejoindre l’armée des Pyrénées orientales dans le courant de l’année. Il se trouve à la bataille de Saint-Laurent de la Mouga du 17 au 20 novembre 1794.
Le 4 mai 1796, il est affecté dans la 39e demi-brigade d’infanterie à l’armée d’Italie. Aide de camp du général Beyrand, il passe après la mort de ce dernier, aide de camp du général Bon le 5 novembre 1796. Le 16 mars 1797, lors du passage du Tagliamento, à la tête de 6 chasseurs du 4e régiment, il charge sur une batterie de 4 pièces qui font beaucoup de mal à notre avant-garde, parvient à s’emparer de 3 d’entre elles, ainsi que de 8 canonniers qui les servent. 
Le 29 août 1797, il entre à la suite du 1er régiment de hussards, comme capitaine commandant, et le 2 septembre 1800, il est employé à l’état-major de l’armée de Batavie. En décembre 1800, il reçoit l’ordre du général Augereau de se rendre à Aschaffenbourg pour y prendre le commandement d’une colonne de 50 hommes du 24e régiment de cavalerie et de deux compagnie de carabiniers de la 27e légère, puis de se porter sur la route de Fulde, afin de surveiller les mouvements de l’ennemi et de protéger l’arrivée d’un convoi d’artillerie envoyé de Mayence. Pendant 20 jours, il manœuvre devant 3 000 hommes de troupes ennemies sur lesquelles il remporte l’avantage dans plusieurs engagements et s’acquitte de sa mission avec une grande habileté. Le 23 mars 1801, il devient aide de camp du général Verdier et il est nommé chef d’escadron le 23 juillet suivant. Affecté de nouveau à l’armée d’Italie, il est fait chevalier de la Légion d’honneur le 14 juin 1804, à Pise.
Le 10 septembre 1807, il reçoit son brevet d’adjudant-commandant, et le 18 novembre il est attaché au 2e corps d’observation de la Gironde. Envoyé en Espagne sous les ordres du général Dupont, il est fait prisonnier le 22 juillet 1808, lors de la capitulation de Bailén et il est autorisé à rentrer en France le 12 novembre 1808.
De retour en Espagne en 1811, comme chef d’état-major de la 2e division d’infanterie du 5e corps d’armée, il passe en janvier 1812, dans la 6e division de l’armée d'Aragon, et il est élevé au grade d’officier de la Légion d’honneur le 11 février 1813. Le 19 juillet 1813, il est affecté au corps d’observation de la Bavière et le 7 novembre, après la bataille de Leipzig, il rejoint la 51e division d’infanterie du 4e corps comme chef d’état-major.
Chef d’état-major de la 4e division du 6e corps d’armée pendant la campagne de France, il est nommé chef d’état-major de la 10e division militaire le 1er octobre 1814 et chevalier de Saint-Louis le 14 novembre suivant par le roi Louis XVIII.
Pendant les Cent-Jours, il est promu général de brigade le 17 mai 1815, et il commande la 1re brigade de tirailleurs de la Garde nationale qui prend part à la défense de Paris. En vertu de l’ordonnance du 1er août 1815, il est mis en non-activité le 1er octobre 1815, avec le grade de colonel. 
Il est admis à la retraite le 17 octobre 1821, et il est confirmé dans son grade de maréchal de camp par une ordonnance du 2 avril 1831. Le 18 avril 1831, il est nommé commandant de la subdivision des Basses-Pyrénées et le 7 mars 1833, il passe dans le département des Hautes-Pyrénées. Il est mis en disponibilité le 19 juin 1834 et il est admis à la retraite le 1er octobre 1834.
Il meurt le 31 décembre 1849, à Pau.

## Sources
- (en) « Generals Who Served in the French Army during the Period 1789 - 1814: Eberle to Exelmans »
- Thierry Pouliquen, « Les généraux français et étrangers ayant servis [sic] dans la Grande Armée » (consulté le 8 août 2015)
- « Cote LH/1487/22 », base Léonore, ministère français de la Culture
- Ch. de Picamilh, Statistique générale des Basses-Pyrénées, tome 1, imprimerie Vignaucourt, Pau, 1858, p. 487.
- (pl) « Napoléon.org.pl »
- A. Lievyns, Jean Maurice Verdot, Pierre Bégat, Fastes de la Légion-d'honneur, biographie de tous les décorés accompagnée de l'histoire législative et réglementaire de l'ordre, Tome 5, Bureau de l’administration, 1847, 575 p. (lire en ligne), p. 519.